# Коракоидный отросток

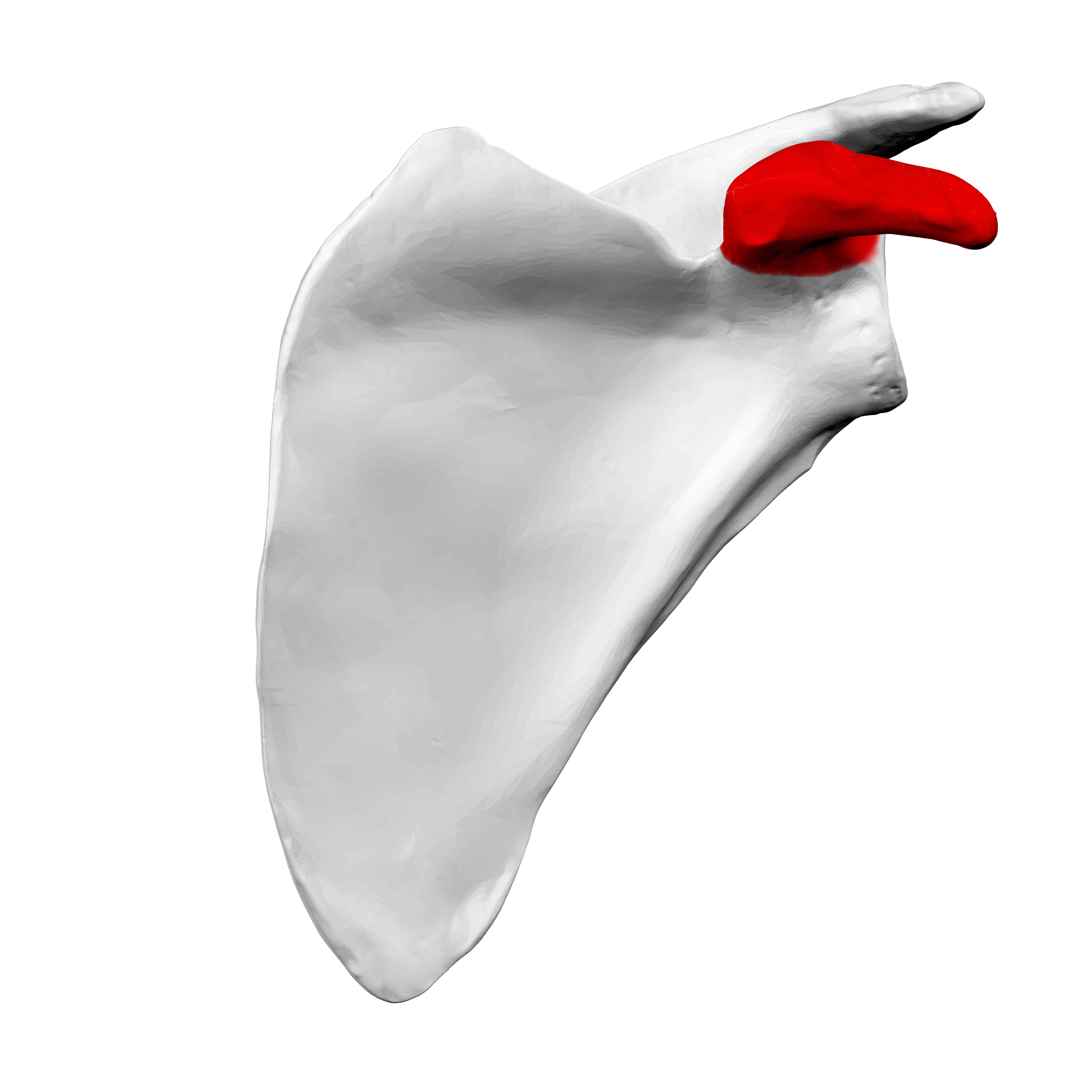
Левая лопатка, вид спереди. Коракоидный отросток выделен красным цветом

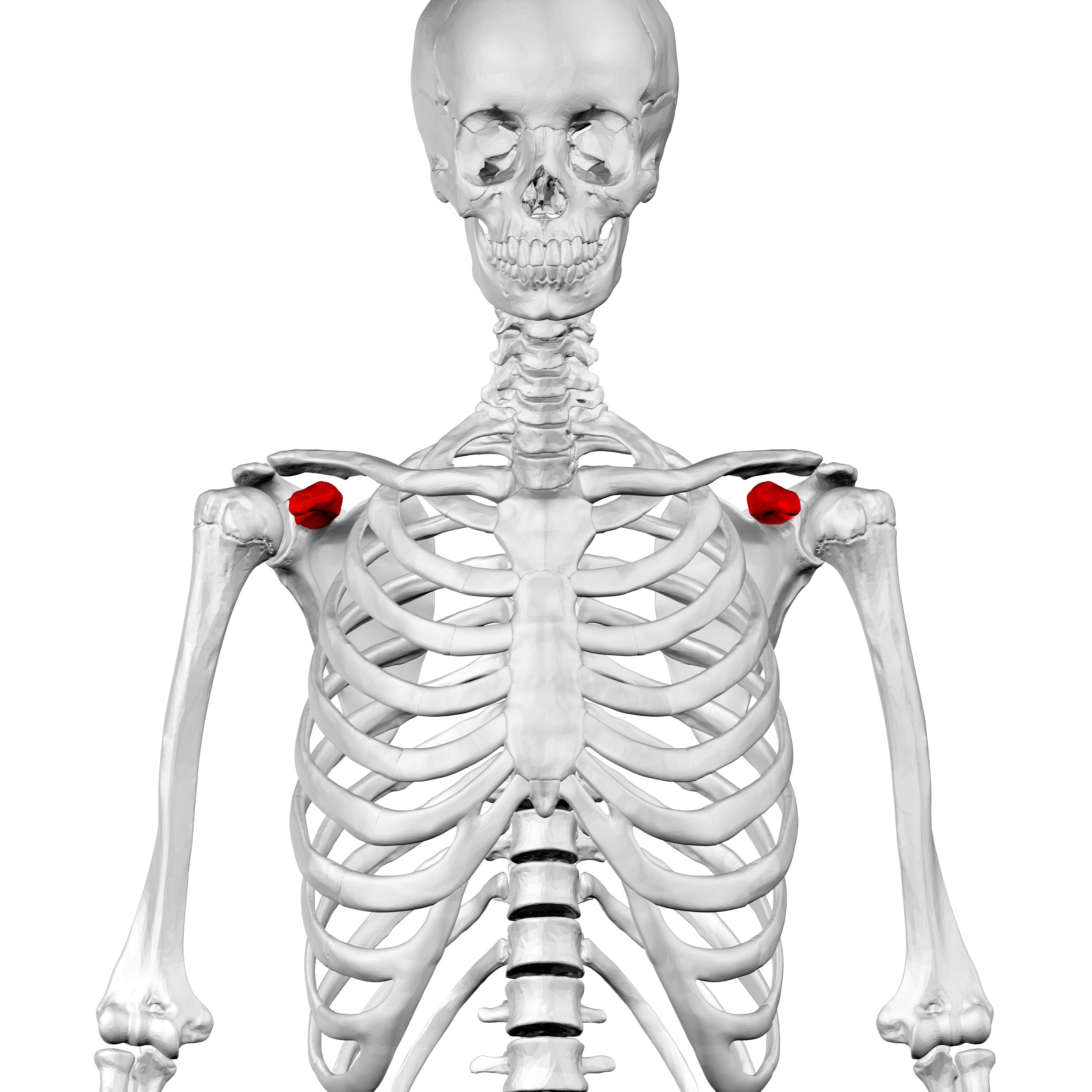
Вид спереди. Коракоидные отростки выделены красным цветом

Коракоидный отросток (от греческого κόραξ — «ворон») — небольшой крючковидный вырост на боковом крае верхней передней части лопатки (отсюда лат. coracoid — «подобный клюву ворона»). Направленный вбок вперед, он вместе с акромионом служит для стабилизации плечевого сустава. Он пальпируется (прощупывается) в дельтовидно-грудной борозде между дельтовидной и большой грудной мышцами.

## Состав

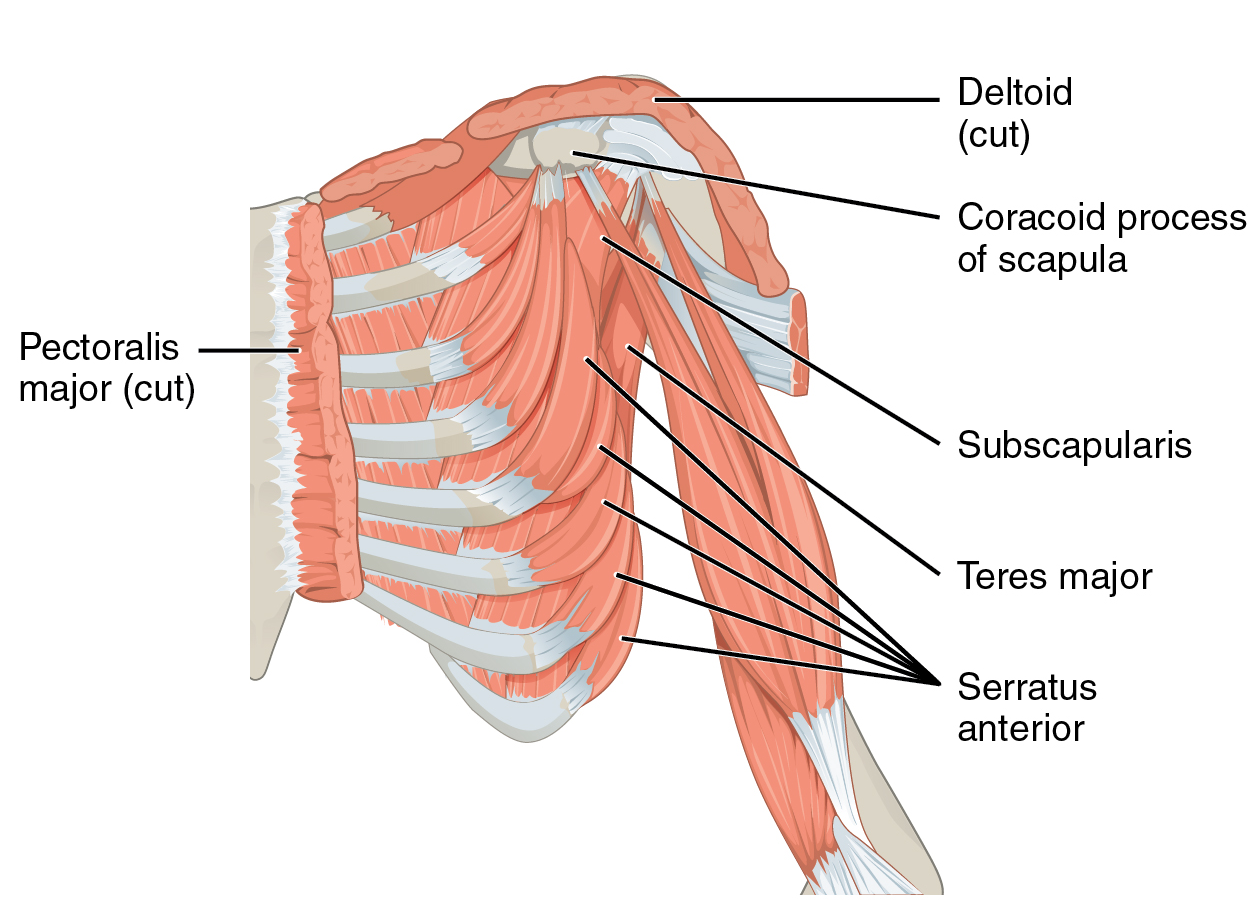
Коракоидный отросток служит местом прикрепления большого количества мышц (прикрепленные мышцы не обозначены)

Коракоидный отросток представляет собой толстый изогнутый отросток, прикрепленный широким основанием к верхней части шейки лопатки. Вначале он идет вверх и медиально; затем, сужаясь, меняет свое направление и направляется вперед и вбок.
Восходящая часть, сплющенная в передне-заднем направлении, представляет спереди гладкую вогнутую поверхность, через которую проходит подлопаточная мышца (subscapularis).
Горизонтальная часть сплющена сверху вниз; его верхняя поверхность, выпуклая и нерегулярная, представляет собой место прикрепления малой грудной мышцы (pectoralis minor); нижняя поверхность гладкая; медиальные и боковые границы неровные; первая дает прикрепление малой грудной мышце, вторая — коракоакромиальной связке; вершина охватывается совместным сухожилием клювовидно-плечевой мышцы (coracobrachialis) и короткой головки двуглавой мышцы плеча и дает прикрепление ключично-грудной фасции.
На медиальной части корня коракоидного отростка есть глубокая впадина для прикрепления коноидальной связки, которая затем идёт наклонно вперед и вбок, к верхней поверхности горизонтальной части. Здесь находится приподнятый гребень для прикрепления трапециевидной связки.

## Функция
Коракоидный отросток является местом прикрепления для нескольких мышц и сухожилий:
- Малая грудная мышца — к 3-му, 4-му, 5-му и в редких случаях 6-му ребру;
- Короткая головка двуглавой мышцы плеча — к бугру лучевой кости;
- Клювовидно-плечевая мышца — к медиальной части плечевой кости;
- Клювовидно-ключичная связка — к ключице (связка образована коноидальной и трапециевидной связками);
- Коракоакромиальная связка — к акромиону;
- Клювовидно-плечевая связка — к плечевой кости;
- Верхняя поперечная лопаточная связка — от основания коракоида до медиальной части надлопаточной выемки.

## Клиническое значение
Коракоидный отросток пальпируется чуть ниже бокового конца ключицы. Он также известен как «маяк хирурга», потому что он служит ориентиром, позволяющим избежать повреждения сосудов и нервов. Основные сосудисто-нервные структуры входят в верхнюю конечность медиально к коракоидному отростку, так что хирургические доступы к области плеча всегда должны происходить латерально к нему.

## У других видов
У однопроходных коракоид представляет собой отдельную кость. Рептилии, птицы и лягушки (но не саламандры) также обладают костью под этим именем, но она не гомологична коракоидному отростку млекопитающих.
Анализ размеров и формы коракоидного отростка у Australopithecus africanus (STS 7) показали, что у этого вида он имеет заметный дорсолатеральный бугорок, расположенный более латерально, чем у современного человека. Согласно одной из версий, это говорит о том, что лопатка была расположена высоко на воронкообразной грудной клетке, а ключица располагалась под наклоном, как у ныне живущих гоминид.

## Дополнительные изображения

Левая лопатка. Коракоидный отросток показан красным
Анимация. Коракоидный отросток показан красным
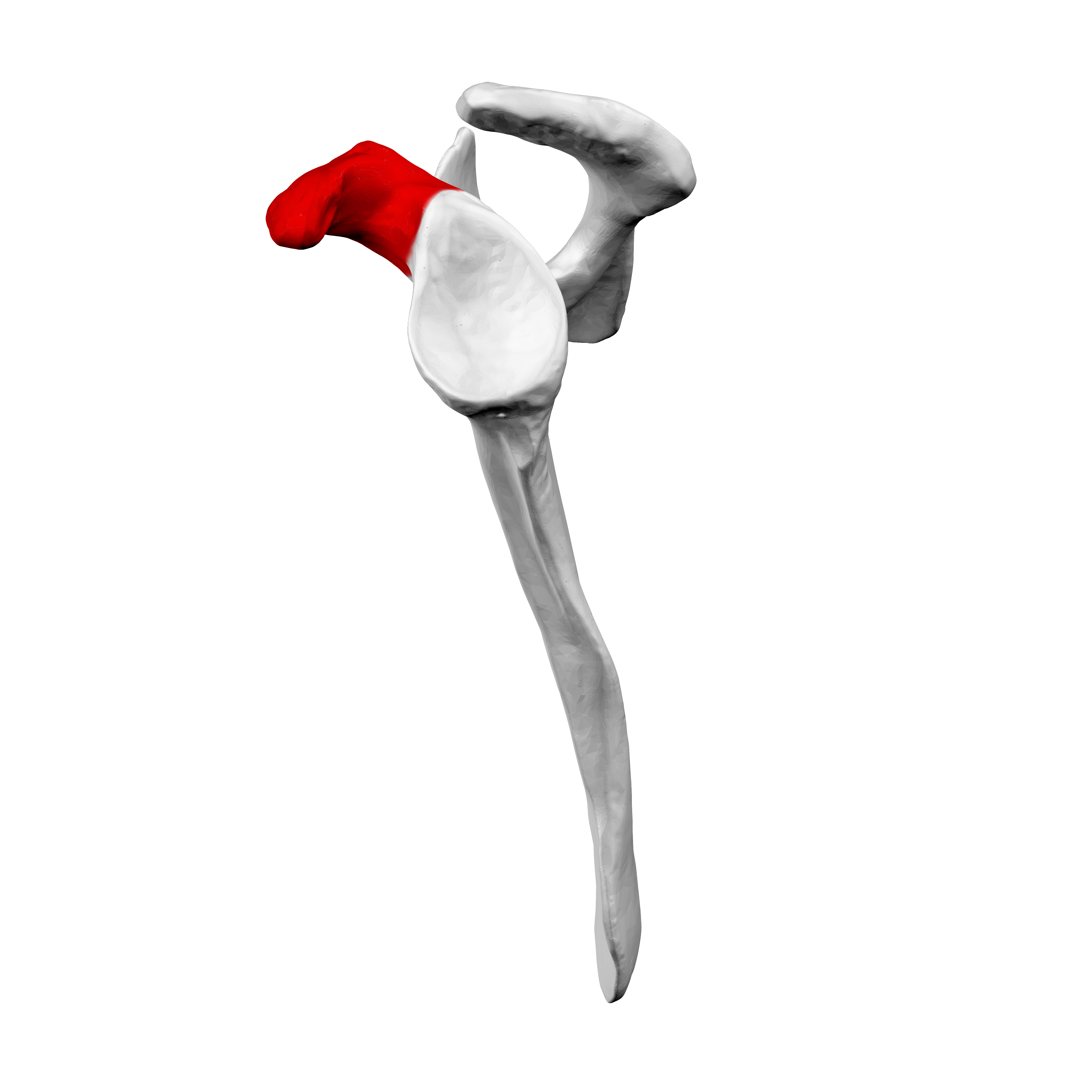
Левая лопатка, вид сбоку. Коракоидный отросток показан красным
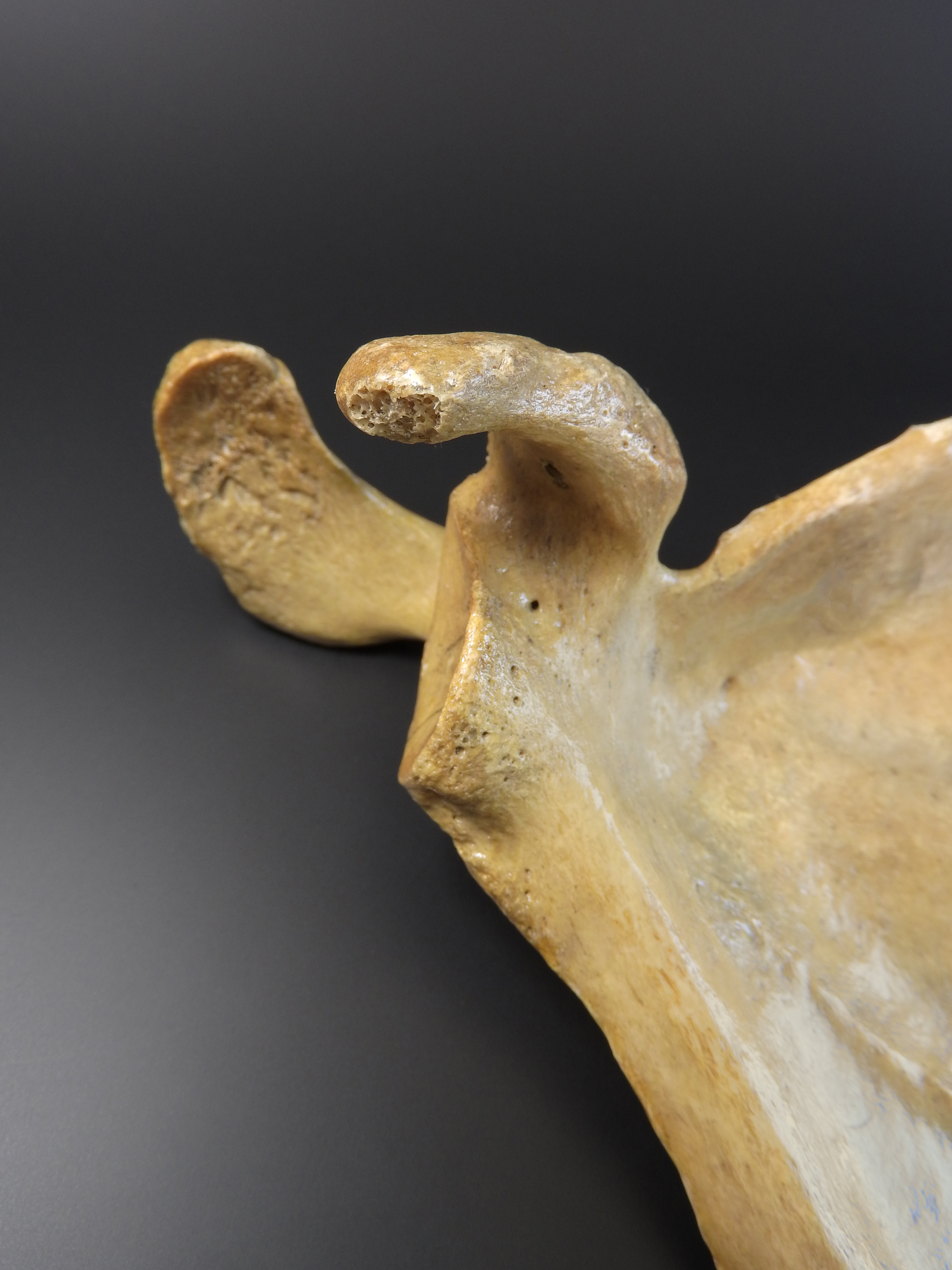
Коракоидный отросток и акромион анатомического препарата лопатки человека